# Galina Šamraj
Galina Jakovlevna Šamraj, coniugata Rud'ko (in russo Гали́на Я́ковлевна Шамра́й-Рудько?; Tashkent, 5 ottobre 1931 – Mosca, 12 febbraio 2022), è stata una ginnasta sovietica.

## Palmarès

### Olimpiadi
- Oro a Helsinki 1952 nel concorso a squadre.
- Argento a Helsinki 1952 negli attrezzi a squadre.

### Mondiali
- Oro a Roma 1954 nel concorso a squadre.
- Oro a Roma 1954 nel concorso individuale.
- Argento a Roma 1954 nelle parallele asimmetriche.